# Clyde Geronimi
Clyde Geronimi, nato Clito Enrico Geronimi (Chiavenna, 12 giugno 1901 – Newport Beach, 24 aprile 1989), è stato un regista, animatore e fumettista italiano naturalizzato statunitense.

## Biografia
Nasce a Chiavenna, in provincia di Sondrio, in Lombardia, figlio di Nemesio Geronimi ed Enrichetta Nesossi, ed emigra giovanissimo negli Stati Uniti d'America. La sua carriera ha inizio come animatore per la Hearst studios di New York. Passa presso la scuderia di Walt Disney, dove dirige cortometraggi come Susie la piccola coupé blu, A Feather in His Collar e La storia di una città qualsiasi e numerosi film d'animazione, da I tre caballeros, del 1944, a La carica dei cento e uno, del 1961.

### Premi
Nel 1950 e 1951 ottiene due candidature al Leone d'oro al Festival cinematografico di Venezia per i film Cenerentola (1950) e Alice nel Paese delle Meraviglie (1951).

### Le sue regie Disney
Con dieci direzioni (alcune in co-regia), Clyde Geronimi è il regista disneyano con il maggior numero di regie di classici all'attivo, le seguenti:
1. I tre caballeros (1944)
2. Musica maestro (1946)
3. Lo scrigno delle sette perle (1948)
4. Le avventure di Ichabod e Mr. Toad (1949)
5. Cenerentola (1950)
6. Alice nel Paese delle Meraviglie (1951)
7. Le avventure di Peter Pan (1953)
8. Casey vince ancora (1954) - cortometraggio (1954)
9. Lilli e il vagabondo (1955)
10. La bella addormentata nel bosco (1959)
11. La carica dei cento e uno (1961)